# Kreis Warendorf
Kreis Warendorf (WAF) is een Kreis in de Duitse deelstaat Noordrijn-Westfalen. Kreisstadt is de gelijknamige stad. De Kreis telt 277.417 inwoners (31 december 2020) op een oppervlakte van 1.319,42 km². Op 31 december 2020 had 11,01% van de inwoners een niet-Duits staatsburgerschap (30.550 niet-Duitsers) en hadden 355 inwoners het Nederlandse staatsburgerschap.

## Steden en gemeenten

Gemeenten in Warendorf

De volgende steden en gemeenten liggen in de Kreis:
| Steden | Gemeenten                             |
| --- | ------------------------------------- |
| 1. Ahlen 2. Beckum 3. Drensteinfurt 4. Ennigerloh 5. Oelde 6. Ostbevern 7. Sassenberg 8. Sendenhorst 9. Telgte 10. Warendorf | 1. Beelen 2. Everswinkel 3. Wadersloh |

Zie ook: Lijst van Kreise en kreisfreie steden in Noordrijn-Westfalen
Ahlen · Beckum · Beelen · Drensteinfurt · Ennigerloh · Everswinkel · Oelde · Ostbevern · Sassenberg · Sendenhorst · Telgte · Wadersloh · Warendorf